# فهرست جایزه‌ها و نامزدی‌های لی مین-هو
این مقاله فهرستی از جایزه‌ها و نامزدی‌های دریافت شده توسط لی مین-هو، بازیگر اهل کره جنوبی است. او به خاطر ایفای نقش در مجموعه‌های تلویزیونی پسران فراتر از گل‌ها (۲۰۰۹)، شکارچی شهر (۲۰۱۱) و پادشاه: سلطنت ابدی (۲۰۲۰) شناخته می‌شود که برای او شهرت بین‌المللی به ارمغان آوردند.

## جوایز و نامزدی‌ها
- ا
- ب
- پ
- ت
- ث
- ج
- چ
- ح
- خ
- د
- ذ
- ر
- ز
- ژ
- س
- ش
- ص
- ض
- ط
- ظ
- ع
- غ
- ف
- ق
- ک
- گ
- ل
- م
- ن
- و
- ه
- ی

| مراسم جوایز                                | سال  | دسته                                                 | اثر(ها) / نامزد(ها) | نتیجه    | منابع         |
| ------------------------------------------ | ---- | ---------------------------------------------------- | ------------------- | -------- | ------------- |
| جوایز ستارگان ای‌پی‌ای‌ان                     | ۲۰۱۴ | بهترین بازیگر مرد در یک مینی‌سریال                    | وارثان              | نامزدشده | [ ۴ ]         |
| جوایز ستارگان ای‌پی‌ای‌ان                     | ۲۰۲۰ | جایزه ستاره محبوب، بازیگر مرد                        | پادشاه: سلطنت ابدی  | نامزدشده | [ ۵ ]         |
| جایزه تلویزیون آسیایی                      | ۲۰۰۹ | بهترین بازیگر مرد درام                               | پسران فراتر از گل‌ها | نامزدشده | [ ۶ ]         |
| جوایز هنری بکسانگ                          | ۲۰۰۹ | بهترین بازیگر تازه‌کار مرد – تلویزیون                 | پسران فراتر از گل‌ها | برنده    | [ ۷ ]         |
| جوایز هنری بکسانگ                          | ۲۰۱۵ | بهترین بازیگر تازه‌کار مرد – فیلم                     | گانگنام بلوز        | نامزدشده | [ ۸ ] [ ۹ ]   |
| جوایز هنری بکسانگ                          | ۲۰۱۵ | محبوب‌ترین بازیگر مرد – فیلم                          | گانگنام بلوز        | برنده    | [ ۸ ] [ ۹ ]   |
| جوایز هنری بکسانگ                          | ۲۰۱۵ | جایزه ستاره آی‌چی‌یی                                   | لی مین-هو           | برنده    | [ ۸ ] [ ۹ ]   |
| جوایز بایدو فی‌دیان                         | ۲۰۱۳ | بهترین بازیگر مرد آسیایی                             | وارثان              | برنده    | [ ۱۰ ]        |
| جوایز فیلم اژدهای آبی                      | ۲۰۱۵ | بهترین بازیگر تازه‌کار مرد                            | گانگنام بلوز        | نامزدشده | [ ۱۱ ]        |
| جوایز فیلم اژدهای آبی                      | ۲۰۱۵ | جایزه محبوبیت                                        | گانگنام بلوز        | برنده    | [ ۱۲ ]        |
| جشنواره بین‌المللی فیلم‌های فوق‌العاده بوچئون | ۲۰۱۵ | جایزه برگزیده تهیه‌کنندگان                            | لی مین-هو           | برنده    | [ ۱۳ ]        |
| جوایز فشن چین                              | ۲۰۱۳ | محبوب‌ترین بازیگر مرد آسیایی                          | لی مین-هو           | برنده    | [ ۱۴ ]        |
| جوایز فشنیستا                              | ۲۰۱۵ | بهترین فشنیستا در یک فیلم                            | گانگنام بلوز        | نامزدشده |               |
| جوایز ناقوس بزرگ                           | ۲۰۱۵ | بهترین بازیگر تازه‌کار مرد                            | گانگنام بلوز        | برنده    | [ ۱۵ ]        |
| جوایز ناقوس بزرگ                           | ۲۰۱۵ | جایزه محبوبیت                                        | گانگنام بلوز        | نامزدشده | [ ۱۵ ]        |
| جوایز گلد دربی                             | ۲۰۲۲ | بهترین بازیگر درام                                   | پاچینکو             | برنده    | [ ۱۶ ]        |
| جوایز گلد دربی                             | ۲۰۲۲ | بازیگر موفق سال                                      | پاچینکو             | برنده    | [ ۱۶ ]        |
| جوایز درامای کی‌بی‌اس                        | ۲۰۰۹ | بهترین بازیگر تازه‌کار مرد                            | پسران فراتر از گل‌ها | برنده    | [ ۱۷ ]        |
| جوایز درامای کی‌بی‌اس                        | ۲۰۰۹ | جایزه بهترین زوج (به همراه کو هه سان)                | پسران فراتر از گل‌ها | برنده    | [ ۱۷ ]        |
| جوایز درامای کی‌بی‌اس                        | ۲۰۰۹ | جایزه نتیزن، بازیگر مرد                              | پسران فراتر از گل‌ها | نامزدشده | [ ۱۷ ]        |
| جوایز انجمن منتقدان فیلم کره‌ای             | ۲۰۱۵ | بهترین بازیگر تازه‌کار مرد                            | گانگنام بلوز        | نامزدشده |               |
| ستارگان برند کره                           | ۲۰۱۵ | جایزه بزرگ (دسانگ)                                   | لی مین-هو           | برنده    | [ ۱۸ ]        |
| جوایز درامای کره                           | ۲۰۱۱ | جایزه بهترین بازیگر مرد                              | شکارچی شهر          | برنده    | [ ۱۹ ]        |
| جوایز درامای کره                           | ۲۰۱۱ | جایزه ستاره هالیو                                    | شکارچی شهر          | برنده    | [ ۱۹ ]        |
| جوایز درامای کره                           | ۲۰۱۴ | جایزه بزرگ (دسانگ)                                   | وارثان              | نامزدشده | [ ۲۰ ]        |
| جوایز مکس مووی                             | ۲۰۱۶ | بهترین بازیگر تازه‌کار مرد                            | گانگنام بلوز        | نامزدشده | [ ۲۱ ]        |
| جایزه بزرگ صنعت اس‌ان‌اس کره                 | ۲۰۱۵ | جایزه آژانس ملی جامعه اطلاعاتی رئیس‌جمهوری            | لی مین-هو           | برنده    | [ ۲۲ ]        |
| جوایز توریسم کره‌ای                         | ۲۰۱۵ | ستاره کره‌ای توریسم ۲۰۱۵                              | لی مین-هو           | برنده    | [ ۲۳ ]        |
| جوایز له‌تی‌وی                               | ۲۰۱۶ | جایزه محبوب‌ترین بازیگر مرد آسیایی                    | لی مین-هو           | برنده    | [ ۲۴ ]        |
| جوایز درامای ام‌بی‌سی                        | ۲۰۱۰ | جایزه بازیگر برتر مرد                                | ذائقه شخصی          | برنده    | [ ۲۵ ]        |
| جوایز درامای ام‌بی‌سی                        | ۲۰۱۰ | جایره محبوبیت، بازیگر مرد                            | ذائقه شخصی          | نامزدشده | [ ۲۵ ]        |
| جوایز درامای ام‌بی‌سی                        | ۲۰۱۰ | جایزه بهترین زوج به همراه سون یه-جین                 | ذائقه شخصی          | نامزدشده | [ ۲۵ ]        |
| جوایز برگزیده ۲۰ ام‌نت                      | ۲۰۰۹ | جایزه ستاره داغ، بازیگر مرد درام                     | پسران فراتر از گل‌ها | نامزدشده |               |
| جوایز برگزیده ۲۰ ام‌نت                      | ۲۰۰۹ | کاراکتر داغ («گو جون پیو»)                           | پسران فراتر از گل‌ها | نامزدشده |               |
| جوایز برگزیده ۲۰ ام‌نت                      | ۲۰۰۹ | هات استار تبلیغات                                    | دانکن دوناتس        | نامزدشده |               |
| جوایز برگزیده ۲۰ ام‌نت                      | ۲۰۰۹ | هات استار تازه‌کار                                    | لی مین-هو           | نامزدشده |               |
| جوایز برگزیده ۲۰ ام‌نت                      | ۲۰۰۹ | جایزه محبوبیت تابستان داغ                            | لی مین-هو           | نامزدشده |               |
| جوایز برگزیده ۲۰ ام‌نت                      | ۲۰۱۱ | جایزه ستاره داغ، بازیگر مرد درام                     | شکارچی شهر          | نامزدشده |               |
| جوایز برگزیده ۲۰ ام‌نت                      | ۲۰۱۱ | صدای داغ ۲۰                                          | لی مین-هو           | نامزدشده |               |
| جشنواره تبلیغات پخش ام‌تی‌ان                 | ۲۰۰۹ | محبوب‌ترین مدل تبلیغات                                | آگهی تجاری تروگن    | برنده    | [ ۲۶ ]        |
| جوایز درامای اس‌بی‌اس                        | ۲۰۱۱ | جایزه بهترین بازیگر مرد در یک درام ویژه              | شکارچی شهر          | برنده    | [ ۲۷ ]        |
| جوایز درامای اس‌بی‌اس                        | ۲۰۱۱ | جایره محبوبیت، بازیگر مرد                            | شکارچی شهر          | برنده    | [ ۲۷ ]        |
| جوایز درامای اس‌بی‌اس                        | ۲۰۱۱ | ۱۰ ستاره برتر                                        | شکارچی شهر          | برنده    | [ ۲۷ ]        |
| جوایز درامای اس‌بی‌اس                        | ۲۰۱۱ | جایزه بهترین زوج به همراه پارک مین یونگ              | شکارچی شهر          | نامزدشده | [ ۲۷ ]        |
| جوایز درامای اس‌بی‌اس                        | ۲۰۱۲ | جایزه بهترین بازیگر مرد در یک مینی‌سریال              | سرنوشت              | برنده    | [ ۲۸ ] [ ۲۹ ] |
| جوایز درامای اس‌بی‌اس                        | ۲۰۱۲ | ۱۰ ستاره برتر                                        | سرنوشت              | برنده    | [ ۲۸ ] [ ۲۹ ] |
| جوایز درامای اس‌بی‌اس                        | ۲۰۱۲ | جایره محبوبیت، بازیگر مرد                            | سرنوشت              | نامزدشده | [ ۲۸ ] [ ۲۹ ] |
| جوایز درامای اس‌بی‌اس                        | ۲۰۱۳ | جایزه بهترین بازیگر مرد در یک درام ویژه              | وارثان              | برنده    | [ ۳۰ ]        |
| جوایز درامای اس‌بی‌اس                        | ۲۰۱۳ | جایره محبوبیت، بازیگر مرد                            | وارثان              | برنده    | [ ۳۰ ]        |
| جوایز درامای اس‌بی‌اس                        | ۲۰۱۳ | ۱۰ ستاره برتر                                        | وارثان              | برنده    | [ ۳۰ ]        |
| جوایز درامای اس‌بی‌اس                        | ۲۰۱۳ | جایزه بهترین زوج به همراه پارک شین-هه                | وارثان              | برنده    | [ ۳۰ ]        |
| جوایز درامای اس‌بی‌اس                        | ۲۰۱۳ | بهترین خوش‌لباس                                       | وارثان              | برنده    | [ ۳۰ ]        |
| جوایز درامای اس‌بی‌اس                        | ۲۰۱۶ | جایزه بزرگ (دسانگ)                                   | افسانه دریای آبی    | نامزدشده | [ ۳۱ ]        |
| جوایز درامای اس‌بی‌اس                        | ۲۰۱۶ | جایزه بهترین بازیگر مرد در یک درام فانتزی            | افسانه دریای آبی    | برنده    | [ ۳۱ ]        |
| جوایز درامای اس‌بی‌اس                        | ۲۰۱۶ | بهترین زوج (به همراه جون جی-هیون)                    | افسانه دریای آبی    | برنده    | [ ۳۱ ]        |
| جوایز درامای اس‌بی‌اس                        | ۲۰۱۶ | جایزه ۱۰ ستاره برتر                                  | افسانه دریای آبی    | برنده    | [ ۳۱ ]        |
| جوایز درامای اس‌بی‌اس                        | ۲۰۱۶ | جایزه ستاره کی-ویو                                   | افسانه دریای آبی    | نامزدشده | [ ۳۱ ]        |
| جوایز درامای اس‌بی‌اس                        | ۲۰۲۰ | جایزه بهترین بازیگر مرد در در یک درام فانتزی/عاشقانه | پادشاه: سلطنت ابدی  | برنده    | [ ۳۲ ]        |
| جوایز درامای اس‌بی‌اس                        | ۲۰۲۰ | بهترین زوج (به همراه کیم گو-اون)                     | پادشاه: سلطنت ابدی  | نامزدشده | [ ۳۳ ]        |
| جوایز بین‌المللی درامای سئول                | ۲۰۰۹ | بازیگر نقش اول مرد برگزیده مردم                      | پسران فراتر از گل‌ها | نامزدشده |               |
| جوایز بین‌المللی درامای سئول                | ۲۰۱۲ | بازیگر مرد کره‌ای برجسته                              | شکارچی شهر          | نامزدشده |               |
| جوایز بین‌المللی درامای سئول                | ۲۰۱۲ | بازیگر نقش اول مرد برگزیده مردم                      | شکارچی شهر          | نامزدشده |               |
| جوایز بین‌المللی درامای سئول                | ۲۰۱۳ | بازیگر نقش اول مرد برگزیده مردم                      | سرنوشت              | نامزدشده |               |
| جوایز بین‌المللی درامای سئول                | ۲۰۱۴ | بازیگر مرد کره‌ای برجسته                              | وارثان              | نامزدشده |               |
| جوایز بین‌المللی درامای سئول                | ۲۰۱۴ | بازیگر نقش اول مرد برگزیده مردم                      | وارثان              | نامزدشده |               |
| جوایز بین‌المللی درامای سئول                | ۲۰۱۵ | جایزه دستاورد دهمین سالگرد هالیو                     | لی مین-هو           | برنده    | [ ۳۴ ]        |
| جوایز بین‌المللی درامای سئول                | ۲۰۱۵ | جایزه محبوبیت مانگو تی‌وی                             | لی مین-هو           | برنده    | [ ۳۴ ]        |
| جایزه سوهو مدیا                            | ۲۰۱۳ | محبوب‌ترین بازیگر بین‌المللی مرد                       | لی مین-هو           | برنده    | [ ۳۵ ]        |
| جوایز سالانه سومپی                         | ۲۰۱۷ | بازیگر مرد سال                                       | افسانه دریای آبی    | برنده    | [ ۳۶ ]        |
| جوایز سالانه سومپی                         | ۲۰۱۷ | بهترین زوج (به همراه جون جی-هیون)                    | افسانه دریای آبی    | برنده    | [ ۳۶ ]        |
| جوایز استایل آیکن                          | ۲۰۰۹ | محبوب‌ترین آیکن از دیدگاه بینندگان                    | لی مین-هو           | نامزدشده |               |
| جوایز استایل آیکن                          | ۲۰۱۰ | جایزه محبوبیت                                        | لی مین-هو           | نامزدشده |               |
| جوایز استایل آیکن                          | ۲۰۱۱ | ۱۰ استایل آیکن برتر                                  | لی مین-هو           | نامزدشده |               |
| جوایز استایل آیکن                          | ۲۰۱۴ | ۱۰ استایل آیکن برتر                                  | لی مین-هو           | نامزدشده |               |
| جایزه فیلم ویبو                            | ۲۰۱۶ | مورد انتظارترین بازیگر مرد کمدی اکشن                 | شکارچیان جایزه‌بگیر  | برنده    | [ ۳۷ ] [ ۳۸ ] |
| جایزه فیلم ویبو                            | ۲۰۱۶ | فیلم پیشگام آسیایی                                   | شکارچیان جایزه‌بگیر  | برنده    | [ ۳۷ ] [ ۳۸ ] |
| جوایز یاهو! ایژیا باز                      | ۲۰۰۹ | تاپ باز استار: دسته‌بندی بازیگر مرد                   | لی مین-هو           | نامزدشده |               |
| جوایز یاهو! ایژیا باز                      | ۲۰۱۰ | تاپ باز استار: بازیگر مرد                            | لی مین-هو           | نامزدشده |               |
| جوایز یاهو! ایژیا باز                      | ۲۰۱۰ | تاپ باز استار: دسته‌بندی بازیگر مرد                   | لی مین-هو           | نامزدشده |               |

## سایر افتخارات

### افتخارات فرهنگی و دولتی
| کشور یا سازمان       | سال  | افتخار                          | منابع  |
| -------------------- | ---- | ------------------------------- | ------ |
| کره جنوبی            | ۲۰۱۴ | لوح تقدیر نخست وزیر             | [ ۴۲ ] |
| مؤسسه ترویج برند ملی | ۲۰۱۷ | جایزه بزرگ برند ملی – بخش فرهنگ | [ ۴۴ ] |

### فهرست‌ها
| ناشر  | سال  | فهرست               | جایگاه     | منابع            |
| ----- | ---- | ------------------- | ---------- | ---------------- |
| فوربز | ۲۰۱۰ | سلبریتی قدرتمند کره | هجدهم      | [ ۴۵ ]           |
| فوربز | ۲۰۱۱ | سلبریتی قدرتمند کره | سی و پنجم  | [ ۴۶ ]           |
| فوربز | ۲۰۱۲ | سلبریتی قدرتمند کره | چهلم       | [ ۴۷ ]           |
| فوربز | ۲۰۱۴ | سلبریتی قدرتمند کره | بیست و یکم | [ نیازمند منبع ] |
| فوربز | ۲۰۱۶ | سلبریتی قدرتمند کره | سی و یکم   | [ ۴۸ ]           |
| فوربز | ۲۰۱۷ | سلبریتی قدرتمند کره | بیست و دوم | [ ۴۹ ]           |
| فوربز | ۲۰۲۱ | سلبریتی قدرتمند کره | شانزدهم    | [ ۵۰ ]           |
| فوربز | ۲۰۲۲ | سلبریتی قدرتمند کره | بیستم      | [ ۵۱ ]           |